# K-36 (射出座席)

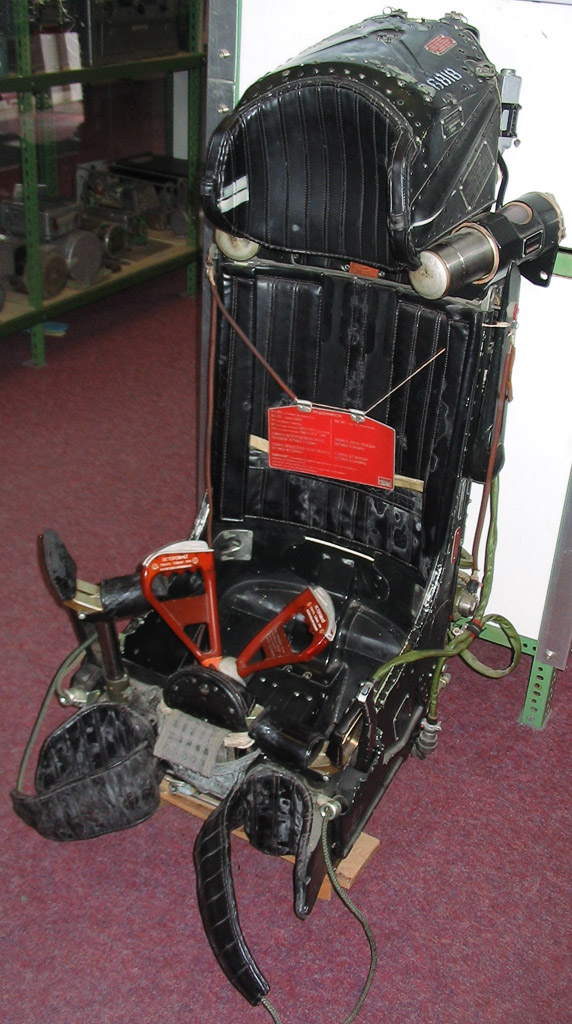
K-36DM

K-36は、NPP ズヴェズダによって開発された射出座席である。MiG-29以降のソ連/ロシア製戦闘機にKM-1射出座席に代わり装備されている。

## 概要
K-36は、速度ゼロ・高度ゼロから射出されてもパラシュートの開く安全高度までパイロットを叩き飛ばせるいわゆるゼロ・ゼロ射出座席である。K-36は、パイロットが着用する耐Gスーツやヘルメットもシステムの一部としているのが特徴で、それらを連動させることにより高い安全性を確保している。例としてはバイザーが挙げられ、射出と連動して自動的に下がりパイロットの顔面を風圧から保護する機能を持つ。また、射出時にはダメージを受けないよう頭や手足が最適な位置へと固定され、パラシュートの展開までも自動で行われる。両足の間には風圧防御板を装備しており、衝撃波を発生させることで風圧を抑制し、高度20,000mでの射出、時速1,300km（保護スーツによるものの時速1,400kmからの射出もサポート）での射出、M2.5での射出をサポートしている。

## 実績
過去の事故において、低空かつ異常姿勢の状況から無事パイロットを生還させており、その性能から冷戦後アメリカ空・海軍がロシアと共同でテストを行っている。
- 1989年6月8日のパリ航空ショーで発生したMiG-29墜落事故において80mという低高度から90度の角度で墜落したものの、パイロットのアナトリー・コボチョールは直前に射出を完了し、無事であった。これは皮肉にも射出座席の性能をアピールする機会となった[4]。
- 1993年7月24日に行われたロイヤル・インターナショナル・エアタトゥー（RIAT）において、MiG-29 2機が衝突したもののセルゲイ・トレスビャトスキーとアレクサンドル・ベスチャストノフのパイロット2名は無事であった[5]。
- 1999年6月12日のパリ航空ショーで複雑な曲技飛行の訓練中のSu-30MKIが地上にテール部分をぶつけて、出火・墜落したが、約50mの高度でビャチェスラフ・アヴェリヤーノフとウラジーミル・シェンドリクの両名は正常に射出され、無事であった。
- 2002年7月27日、ウクライナのリヴィウにあるスクヌィーリウ空軍基地で開催されたウクライナ空軍第14師団創設60周年記念の航空ショーにおいてSu-27UBが低空で制御不能に陥り墜落したが、パイロットは2名とも無事であった。

- 2022年、ロシアのウクライナ侵攻にてSu-25SMがウクライナ軍からの攻撃により墜落したが、パイロットは直後に脱出した[6]。

## 型式

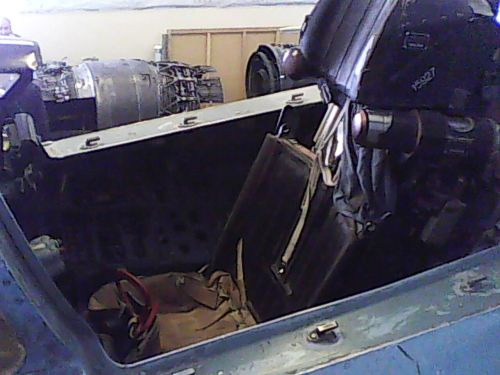
Su-27に搭載されたK-36DM射出座席

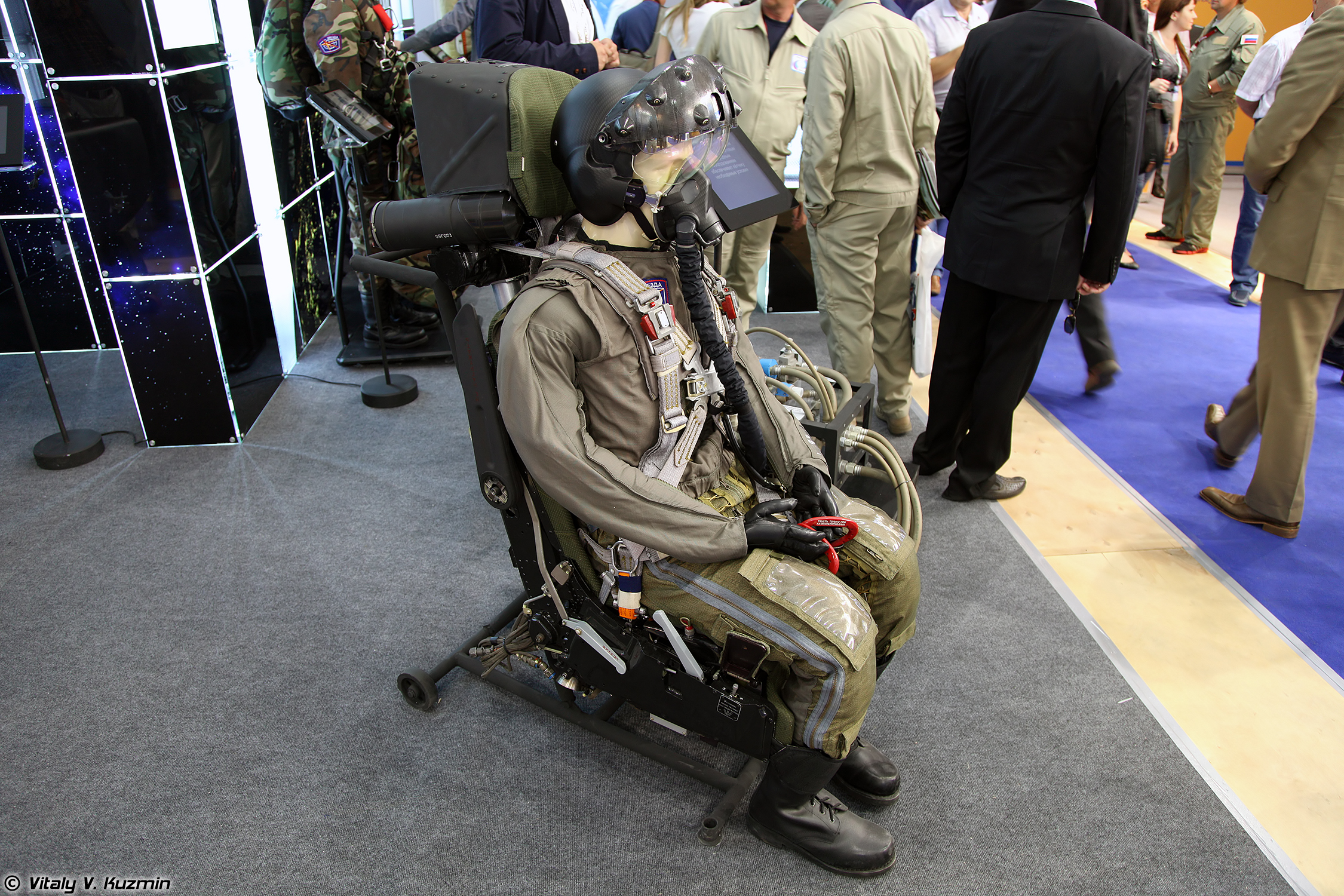
展示される、K-36D-5射出座席

K-36D、K-36DM
標準型。
K-36L
Su-25向けに軽量・簡略化したもの。
K-36LM
Tu-160に搭載された型。
K-36VM
Yak-38に搭載された型。運用中自動脱出システム（AES）により20回の自動脱出が行われたが、その全てで脱出に成功している。
K-36D-3.5
座高が81-98cmのパイロットに対応した改良型。Su-30、MiG-29K/KUB、MiG-29Mに搭載される。
K-36L-3.5
K-36D-3.5の軽量化型。Yak-130練習機に搭載される。
K-36LT-3.5
SR-10練習機に搭載されるタイプ。
K-36D-5
高速機に設置されることを想定し、K-36D-3.5をさらに発展させたもの。Su-35、Su-57に搭載。
K-36RB
ブランのために開発された派生型。
HTY-8
中国による独自改良型。

## 仕様
情報源
- 重量：122kg
- 外形寸法：1,240×880×570mm
- 射出サポート速度：M0-2.5